# Kościół w Oslo-Sofienbergu
Kościół w Oslo-Sofienbergu – protestancka świątynia w Oslo, stolicy Norwegii. Znajduje się w Sofienbergparken, na osiedlu Sofienberg. 

## Historia i wyposażenie
Kościół konsekrował 5 października 1877 biskup Oslo Carl Peter Parelius Essendrop. Świątynię wzniesiono według projektu Jakoba Wilhelma Nordana. W 1879 roku zainstalowano ołtarz główny, który stworzył malarz Otto Sinding. Wszystkie witraże wykonał Enevold Thømt, również malarz. 
Pierwotnie kościół oświetlały lampy gazowe, w 1914 roku zamontowano oświetlenie elektryczne. Podczas renowacji w latach 1967-1968 wymieniono posadzkę oraz zainstalowano przewody grzewcze, a w 2014 roku wymieniono organy.
W 2001 roku kościół wpisano do rejestru dziedzictwa kulturowego.

## Architektura
Świątynia eklektyczna, trójnawowa, posiada drewnianą emporę organową oraz neogotycki strop, również wykonany z drewna.

## Galeria

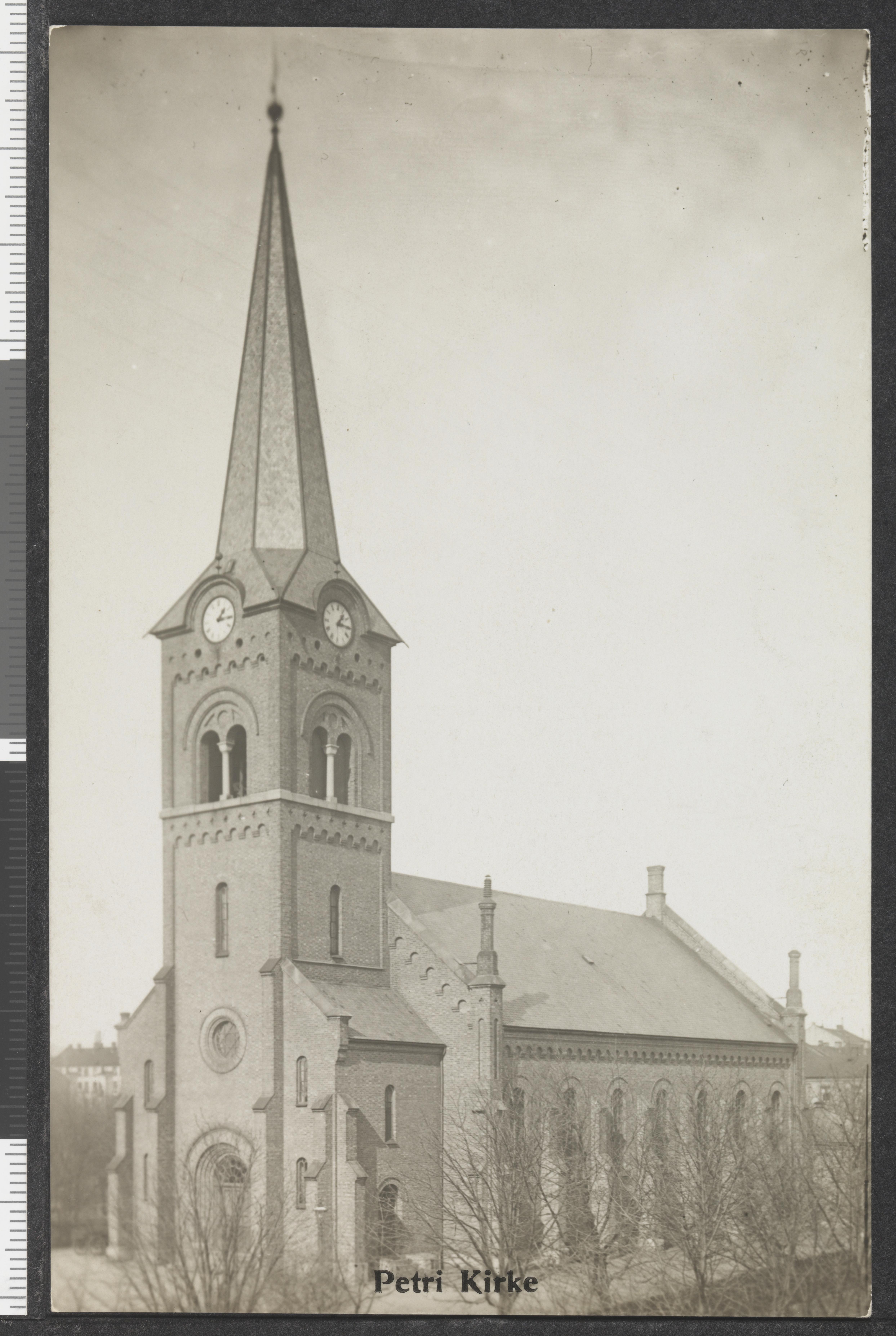
Kościół w 1906 roku
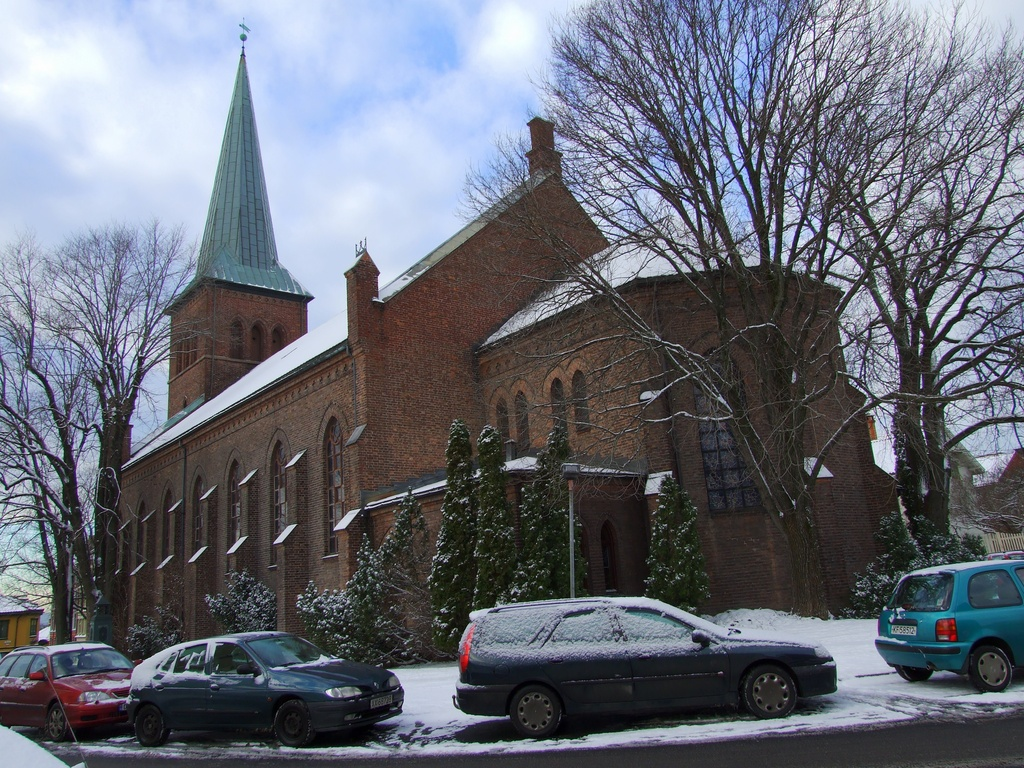
Widok z północnego wschodu
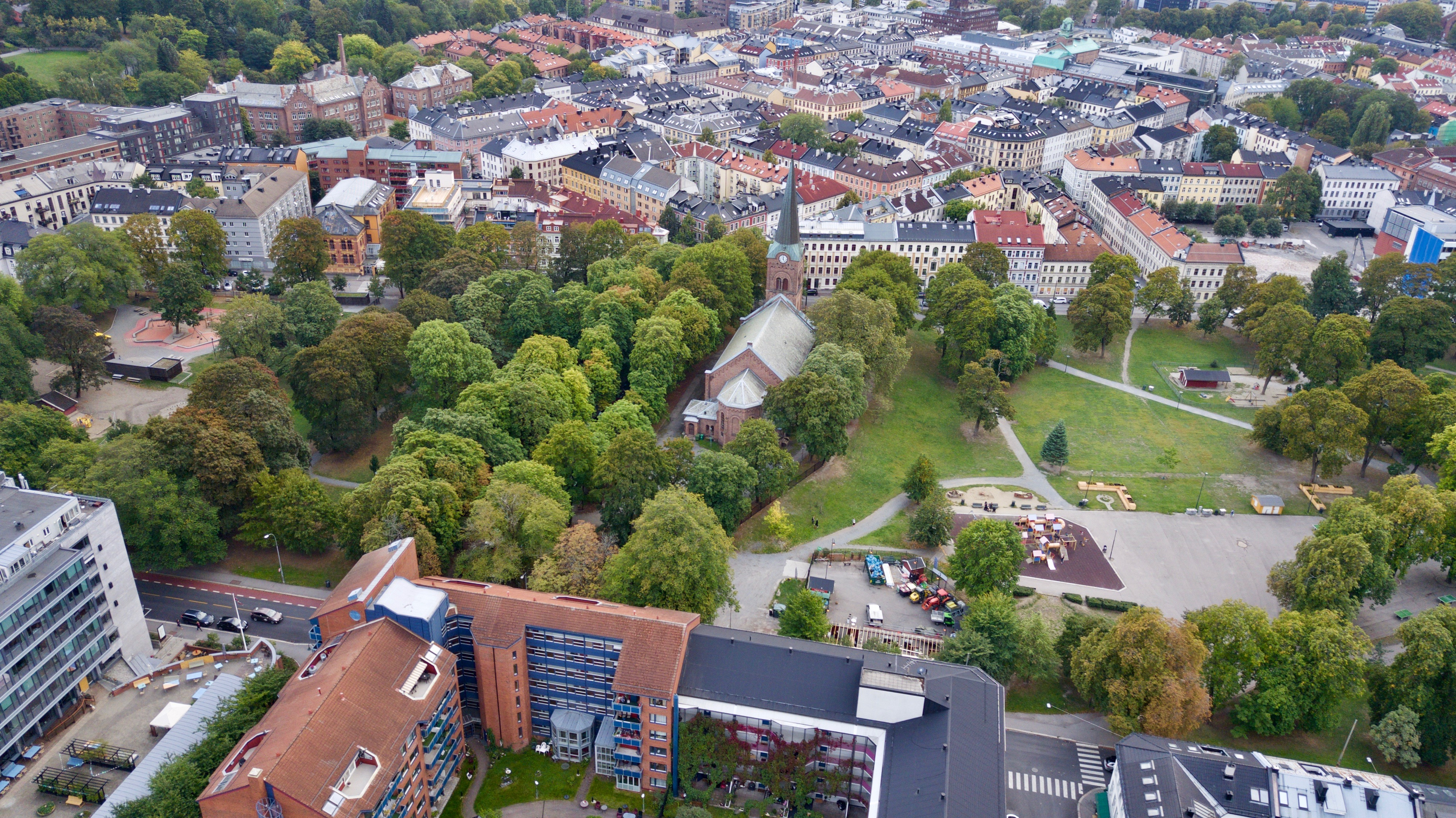
Widok z lotu ptaka, z północy